# Zalamea de la Serena (kommunhuvudort)
Zalamea de la Serena är en kommunhuvudort i Spanien.   Den ligger i provinsen Provincia de Badajoz och regionen Extremadura, i den centrala delen av landet, 260 km sydväst om huvudstaden Madrid. Zalamea de la Serena ligger 478 meter över havet och antalet invånare är 4 273.
Terrängen runt Zalamea de la Serena är huvudsakligen platt, men österut är den kuperad. Terrängen runt Zalamea de la Serena sluttar norrut. Runt Zalamea de la Serena är det glesbefolkat, med 20 invånare per kvadratkilometer. Närmaste större samhälle är Castuera, 13,5 km nordost om Zalamea de la Serena. Trakten runt Zalamea de la Serena består till största delen av jordbruksmark.